# Badminton klub Kungota
Badminton klub Kungota obstaja od 25. decembra leta 1999. Od začetnih 15 članov se je po štirih mesecih članstvo povečalo na 90. Danes ima klub preko 100 članov. Klub vzpodbuja množičnost v športu, družinski badminton, zadnja leta pa mladi tekmovalci kluba dosegajo visoke rezultate v slovenskem mladinskem badmintonu v kategorijah od 11 do 19 let. Na mladinskem tekmovanju v nemškem mestu Friedrichshafen je član kluba Alen Roj leta 2006 zmagal v kategoriji do 13 let, po vodilnih mestih pa so posegali tudi prejšnja leta.
Perspektivni igralci in igralke, ki dosegajo največ uspehov, so Tina Kodrič in Tina Juršič, Mateja ter Urška Polc, Nika Stajnko, Vesna Brlič ter Špela Roškar,Špela Kurnik, Matjaž in Martin Adler, Alen Roj, Aljoša Beber, Žiga Bec, Denis Člekovič, Mihael Hlade ter Nejc Juršič, Aljaž Roškar, Marko Klimež. Med najmlajšimi so to Vito Lavrenčič, Borut Vračko, Luka Gorgiev, Eva Gruber, Eva Gorjup, Pia Karnet, Špela Mandl, Larisa Kukovec. V klubu trenira ter nastopa še več tekmovalcev. Uspešnost kluba temelji na sodelovanju članov kluba, staršev, trenerjev ter otrok.
Pestro je tudi klubsko rekreativno življenje, saj rekreativni člani kluba merijo moči v ligi TRUMP ter na drugih rekreativnih prireditvah.
Klub je bil v letu 2006 in 2007 izbran za Športno ekipo leta v občini Kungota, Alen Roj (2006) in Tina Kodrič (2006, 2007) pa sta bila izbrana za športnika leta.